# Avondretour

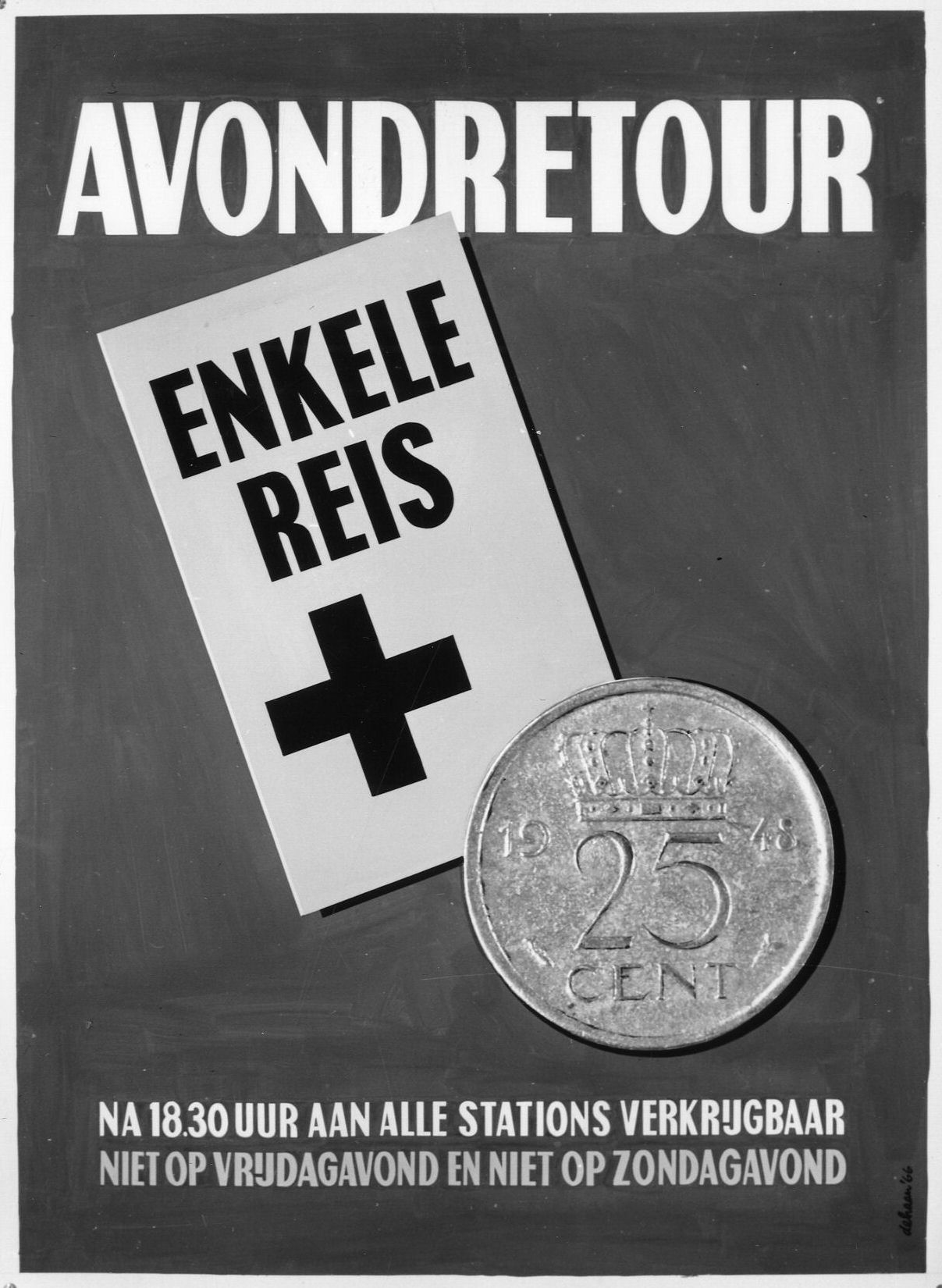

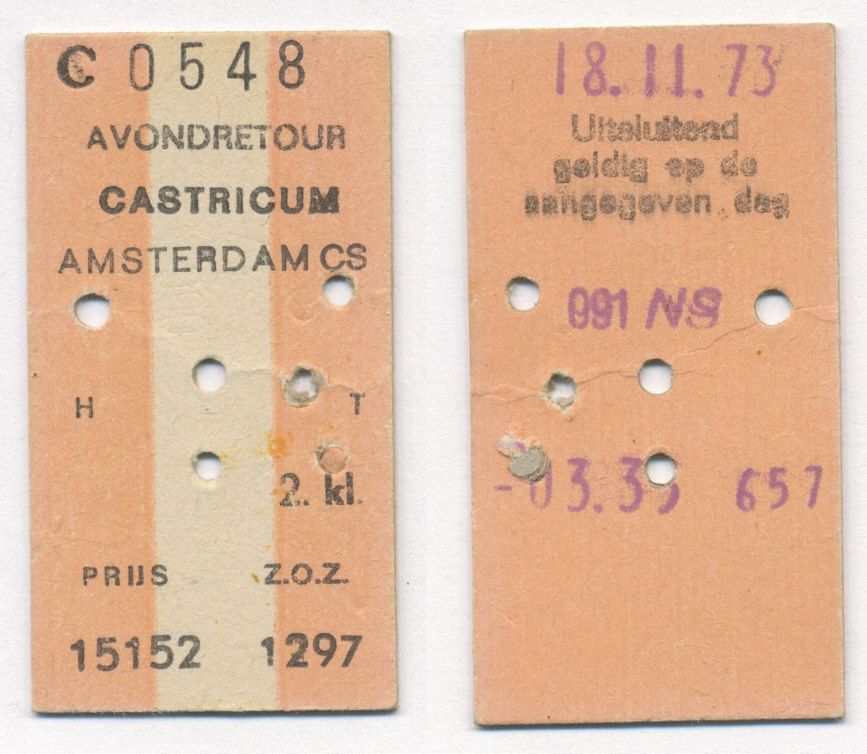
Kartonnen avondretour 1973

Een Avondretour was een vervoersbewijs van de Nederlandse Spoorwegen dat de mogelijkheid bood na 18.30 uur voor de prijs van een enkele reis plus een kwartje, later een gulden, een (avond) retour te kopen. De NS wilde hiermee het niet zo grote avondvervoer stimuleren. Op vrijdag en zondagavond werd het echter niet verkocht omdat deze avonden de drukste van de week waren en de NS niet meer reizigers wenste op deze avond. Vanaf 7 juli 1972 was het voortaan toch op vrijdag en zondagavond verkrijgbaar. 
Voorwaarde was dat men na 18.30 uur later 18.00 uur vertrok en nog dezelfde avond zijn retourreis maakte. Het avondretour was aan het loket verkrijgbaar vanaf 18.30 uur later 17.45 uur. In 2000 werd het avondretour afgeschaft, omdat er volgens de NS onvoldoende belangstelling voor zou bestaan.
In januari 2011 kwam het avondretour tijdelijk terug. Nu als zoutkaartje waarbij houders van een voordeelurenabonnement ter compensatie van de vertraging opgelopen tijdens de sneeuwperiode in december 2010 voor de prijs van een railrunner voor € 2,50 in de avonduren naar elke gewenste bestemming in Nederland en weer terug konden reizen.
De HTM kent in 2025 een avondkaart geldig vanaf 18.00 uur die dezelfde mogelijkheid biedt maar ook meerdere reizen gedurende de hele avond.